# Gregory Polanco
Gregory Polanco (Santo Domingo, 14 de septiembre de 1991) es un Jardinero derecho de béisbol profesional dominicano que juega para los Chiba Lotte Marines de la Liga Japonesa (NPB).

## Carrera
Gregory Polanco firma su primer contrato profesional en 2009 con los Piratas de Pittsburgh. Antes del inicio de la temporada de béisbol 2013, Polanco ocupa el puesto 51 en la lista anual de los 100 jugadores más prometedores de Baseball America, y un año más tarde, ocupa el décimo puesto en el Best Prospect. En 2012, fue nombrado Jugador del Año en la Liga del Atlántico Sur después de una temporada de 40 bases robadas, 84 puntos anotados y 85 carreras impulsadas en 116 juegos para West Virginia Power, para quien mantiene un promedio de bateo de .3254. En 2013, Polanco participa en el Juego de Estrellas de Nueva York y es nombrado el mejor jugador de ligas menores para los Piratas.

### Pittsburgh Pirates (2014-2021)

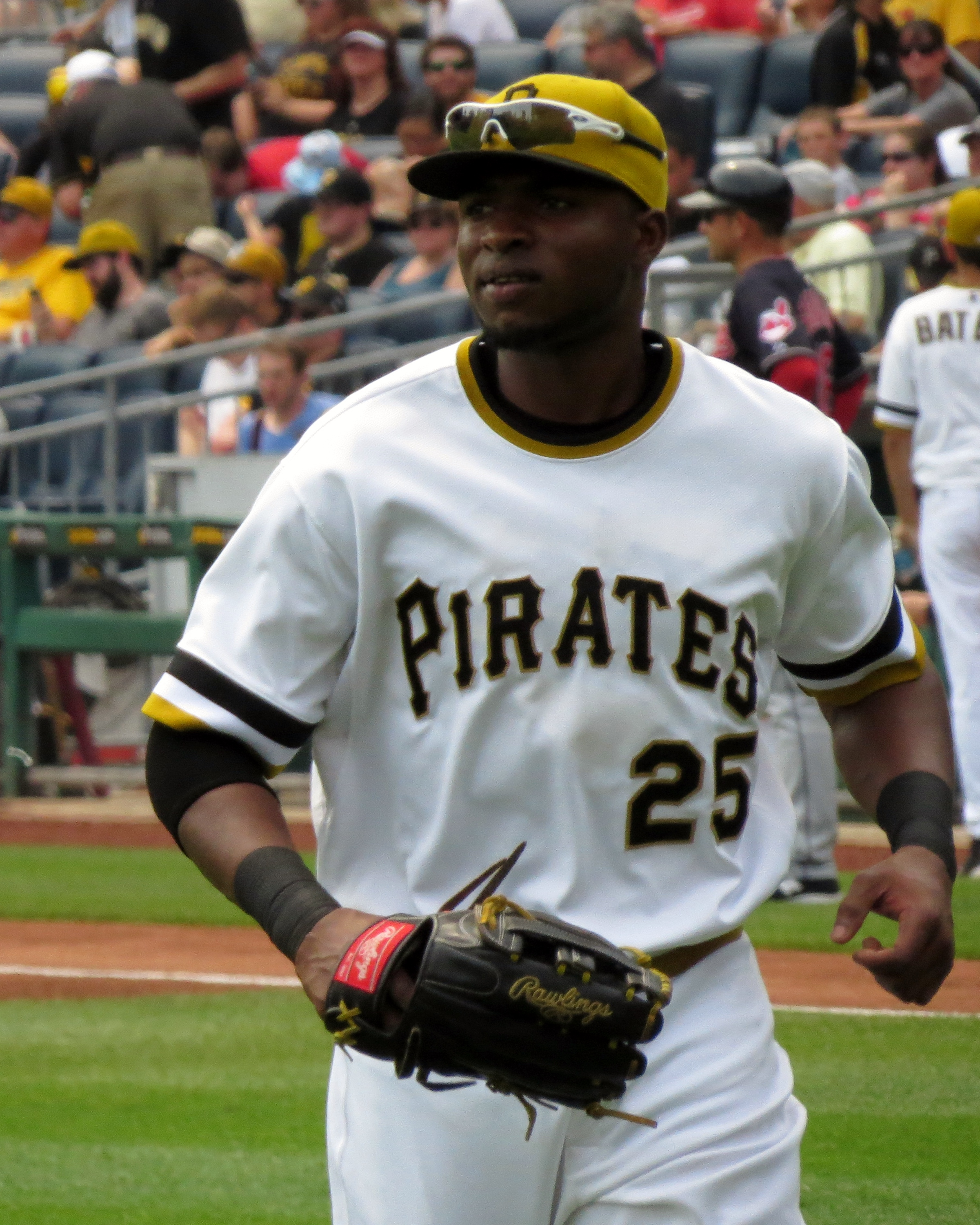
Polanco en el PNC Park en 2015

Gregory Polanco hizo su debut en las Grandes Ligas de Béisbol con los Piratas de Pittsburgh el 10 de junio de 2014. En ese primer juego, hizo su primer golpe, a expensas de los Chicago Cubs Travis Wood pitcher. El 13 de junio durante una visita a los Marlins de Miami, Polanco pega 5 hits y su último partido es un jonrón, el primero en las mayores, dos puntos a expensas del lanzador Mike Dunn en la 13.ª entrada para ganar.. Los piratas 8-67. Después de un buen comienzo con Pittsburgh, quien impulsó a los Piratas a rebajar la calificación del jardinero de las ligas menores José Tabata, Polanco pasó por un momento difícil y fue enviado a la escuela de Indianápolis luego de un golpe de un hit en 30 aparicione, durante el cual es removido 11 veces.
El 5 de abril de 2016, los Piratas de Pittsburgh anunciaron que habían llegado a un acuerdo con Polanco y su agente Rafa Nieves sobre una extensión de contrato de 35 millones de dólares. Polanco terminó el 2016 con 34 dobles, 22 jonrones y 86 carreras impulsadas.
El 17 de mayo de 2017, Polanco fue colocado en la lista de lesionados de 10 días debido a una distensión en el tendón de la corva izquierdo. La transacción fue retroactiva dos días antes del anuncio.
El 12 de septiembre de 2018, Polanco se sometió a una cirugía en el hombro dislocado y se perdió el resto de la temporada. En el momento de su lesión, Polanco había bateado (.251 / .340 / .499) con 23 jonrones en 130 juegos, su mejor marca personal.
Polanco comenzó la temporada 2019 en la lista de lesionados antes de regresar a los Piratas en mayo. Bateó (.242 / .301 / .425) en 42 juegos antes de aterrizar nuevamente en la lista de lesionados. El 17 de julio de 2019, su progreso de rehabilitación se detuvo debido a las continuas molestias en el hombro y finalmente fue cerrado por el resto de la temporada 2019.
El 17 de julio de 2019, su progreso de rehabilitación se detuvo debido a las continuas molestias en el hombro y finalmente fue cerrado por el resto de la temporada 2019. En la temporada de 2020 acortada por la pandemia , Polanco recortó (.153 / .214 / .325) con 65 ponches en 157 turnos al bate, mientras que se ubicó segundo en jonrones de equipo (7) y carreras impulsadas (22).
Polanco apareció en 107 juegos en 2021 para los Piratas, bateando (.208) con 11 jonrones y 36 carreras impulsadas. El 22 de agosto de 2021, los Piratas designaron a Polanco para una asignación que le permitiera jugar para un contendiente. Sin embargo, Polanco aprobó las exenciones y fue reelegido para la lista. El 28 de agosto, los Piratas liberaron a Polanco.
Durante sus 8 temporadas en Pittsburgh, Polanco apareció en 823 juegos, bateando .241 con 96 jonrones y 362 carreras impulsadas, mientras que también robó 98 bases.

### Toronto Blue Jays (2021–presente)
El 31 de agosto de 2021, Polanco firmó un contrato de ligas menores con los Toronto Blue Jays.

## Clásico Mundial de Béisbol
Jugó en el Clásico Mundial de Béisbol de 2017 y, tras la conclusión del torneo, fue incluido en el equipo del Clásico Mundial de Béisbol 2017.

## Vida personal
Polanco es de Villa Mella, Santo Domingo, donde sus padres son policías.